# بخش اوهایگزین
بخش اوهایگزین (به اسپانیایی: Departamento O'Higgins) یک منطقهٔ مسکونی در آرژانتین است که در استان چاکو واقع شده‌است. بخش اوهایگزین ۱۹٬۲۳۱ نفر جمعیت دارد.